# Полонийникель
Полонийникель — бинарное неорганическое соединение,
полония и никеля
с формулой NiPo,
кристаллы.

## Получение
- Сплавление стехиометрических количеств чистых веществ:

{\displaystyle {\mathsf {Po+Ni\ {\xrightarrow {T}}\ NiPo}}}

## Физические свойства
Полонийникель образует кристаллы
гексагональной сингонии,

параметры ячейки a = 0,3973 нм, c = 0,568 нм, Z = 2,
структура типа арсенида никеля NiAs
.
Соединение конгруэнтно плавится при ≈625 °С
и имеет широкую область гомогенности 50÷66,7 ат. % полония (т.е. до состава NiPo2).